# ダニティ・ケイン
ダニティ・ケイン（Danity Kane）はアメリカのR&Bグループ。

## 概要
リアリティ番組『Making the Band』の中で結成された女性グループ。2006年にシャノン・ベックス(Shannon Bex)、アンドレア・フィンブレス(Andrea Fimbres)、ドーン・リチャード(Dawn Richard)、D・ウッズことワニータ・ウッドゲット(Wanita “D. Woods” Woodgett)、オーブリー・オデイ(Aubrey O’Day)の5人でデビュー。
デビューアルバム『Danity Kane』はアメリカで100万枚を売り上げプラチナ認定された。
『Show Stopper』や『Damaged』などの曲が大ヒットした。
2013年に再結成を表明しシャノン、ドーン、オーブリーの3人で活動していたが再び解散。オーブリーはダニティ・ケインの公式サイトで、メンバーに後ろから頭を殴られたと書いた。

## ディスコグラフィー
- Danity Kane (2006年) 米1位
- Welcome to the Dollhouse (2008年) 米1位
- DK3 (2014年) 米44位